# Tilted Mill Entertainment
Tilted Mill Entertainment — разработчик компьютерных игр, расположенный во Фреймингхеме, штат Массачусетс. Компания была основана в 2001 году бывшим ведущим дизайнером и генеральным директором Impressions Games Крисом Беатрис, бизнес-менеджером Питером Хафенрефером и дизайнером Джеффом Фиске. В студии работает 20 человек.
Tilted Mill известна своими градостроительными играми. Она разработала пятую игру серии SimCity, названную SimCity Societies, которая была раскритикована за отсутствие традиционной игровой формулы серии. 30 сентября 2008 года вышла первая независимая игра студии, названная Hinterland.

## Разработанные игры
- Immortal Cities: Children of the Nile (2004)
  - Children of the Nile: Alexandria (2008)
- Caesar IV (2006)
- SimCity Societies (2007)
  - SimCity Societies: Destinations (2008)
- Hinterland (2008)
  - Hinterland: Orc Lords (2009)
- Mosby’s Confederacy (2008)
- Nile Online (2009)[3]
- Medieval Mayor (разработка приостановлена на неопредлелённый срок[4])